# Wikipédia en tchouvache
Wikipédia en tchouvache (en tchouvache : Чăваш Википедийĕ) est l’édition de Wikipédia en tchouvache, langue oghoure de la famille des langues turciques parlée en Tchouvachie en Russie. L'édition est lancée en août 2004 et dans les faits en novembre 2004. Son code est : cv.
Au 20 mars 2025, l'édition en tchouvache contient 57 480 articles et compte 37 021 contributeurs, dont 41 contributeurs actifs et 2 administrateurs.

## Présentation

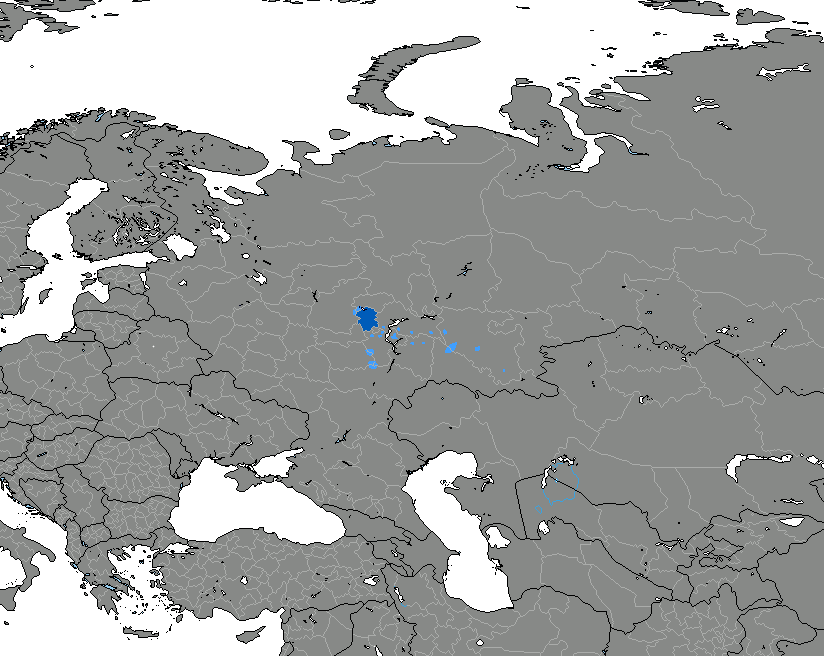
Aire de diffusion du tchouvache.

## Statistiques
- En février 2009, l'édition en tchouvache compte quelque 9 300 articles et 1 800 utilisateurs enregistrés.
- Le 11 novembre 2016, elle compte quelque 36 000 articles.
- Le 5 novembre 2022, elle contient 50 094 articles et compte 31 704 contributeurs, dont 56 contributeurs actifs et 2 administrateurs.
- Le 1er septembre 2024, elle contient 56 473 articles et compte 35 971 contributeurs, dont 54 contributeurs actifs et 2 administrateurs.